# Chupri
Chupri je obec okresu Cunta v Dagestánské republice Ruské federace.

## Charakteristika obce
Obec leží ve výšce 1710 m n. m. na úpatí hřebenu Chupri v okresu Cunta. Obcí protéká řeka Metluda.
S obcemi Chibijatli, Vicijatli a Elbok tvoří vesnický okres Chibijatli. Počet obyvatel vesnického okresu Chibijatli se pohybuje okolo 1000 lidí. Přesný počet není možné zjistit. Více než polovinu obyvatel tvoří děti, které kvůli obtížné dostupnosti regionu se registrují až v dospělosti a zkreslují tím statistiky. Populace v produktivním věku migruje za prací do nížin. Počet obyvatel samotné obce Chupri se pohybuje mezi 500-600 obyvateli. Z národnostního (etnického) hlediska tvoří převážnou většinu obyvatel Cezové.
Dostupnost obce je komplikovaná kvůli vysokohorským podmínkám v zimních měsících a častým sesuvům půdy v letních měsících. Do obce nejezdí autobus ani vlak. Z Machačkaly je obec dostupná vrtulníkem nebo autem (taxíkem, maršrutkou). Z Gruzie obec není dostupná.
Nedaleko Chupri v oblasti Gochta (ГохIта) je jedna s mála dochovaných křesťanských kaplí v Didoetii. Obcí procházela obchodní stezka přes kadorský průsmyk a na hřebenu Satibisgori nedaleko hraniční hory Chubijara (ხუბიარა) je ruina strážní věže Chvala (Хъала). V obci je zachovaný godekan.